# Qormi FC
FC Qormi este o echipă de fotbal din Ta' Qali, Malta.

## Lotul sezonului 2009-2010
| Nr. |          | Poziție | Jucător                               |
| --- | -------- | ------- | ------------------------------------- |
| 1   | Malta    | P       | Matthew Farrugia                      |
| 3   | Malta    | F       | Antoine Galea                         |
| 4   | Brazilia | F       | Ramon                                 |
| 5   | Malta    | F       | Malcolm Buttigieg                     |
| 6   | Malta    | M       | Massimo Grima (on loan from Valletta) |
| 7   | Malta    | M       | George Chircop                        |
| 8   | Malta    | M       | Keith Fenech (on loan from Valletta)  |
| 9   | Malta    | A       | Jurgen Gerada                         |
| 10  | Malta    | M       | Steve Agius                           |
| 11  | Malta    | M       | Joseph Farrugia (căpitan)             |
| 12  | Malta    | P       | Jurgen Cilia                          |
| 13  | Malta    | A       | Michael Mifsud                        |
| 16  | Malta    | P       | Kurt Fenech                           |

| Nr. |          | Poziție | Jucător                                      |
| --- | -------- | ------- | -------------------------------------------- |
| 17  | Brazilia | A       | Camilo Da Silva                              |
| 18  | Malta    | A       | Steven Meilak (on loan from Ħamrun Spartans) |
| 19  | Malta    | M       | Ryan Deguara (on loan from Mosta)            |
| 21  | Malta    | P       | Matthew Camilleri                            |
| 22  | Malta    | F       | Jonathan Bondin (on loan from Valletta)      |
| 23  | Malta    | P       | Kenneth Spiteri                              |
| 29  | Malta    | F       | Sharlon Pace                                 |
| 31  | Malta    | F       | Stephen Wellman                              |
| 55  | Malta    | F       | Roderick Sammut                              |
| 80  | Malta    | M       | Joseph Chetcuti                              |
| 90  | Malta    | M       | Ryan Cauchi                                  |
| 99  | Nigeria  | A       | Alfred Effiong                               |